# Teucholabis paradoxa
Teucholabis paradoxa là một loài ruồi trong họ Limoniidae. Chúng phân bố ở vùng Tân nhiệt đới.